# Antel Arena
L'Antel Arena è un impianto sportivo polivalente situato a Montevideo, in Uruguay, costrutti dall'omonima compagnia di operatori telefonici. Utilizzato per concerti, eventi sportivi e culturali, è stato costruita tra il 2014 e il 2018 sul sito dell'ex Cilindro Municipale di Montevideo, un impianto polivalente per eventi e sport, divenuto un'icona della città.

## Storia

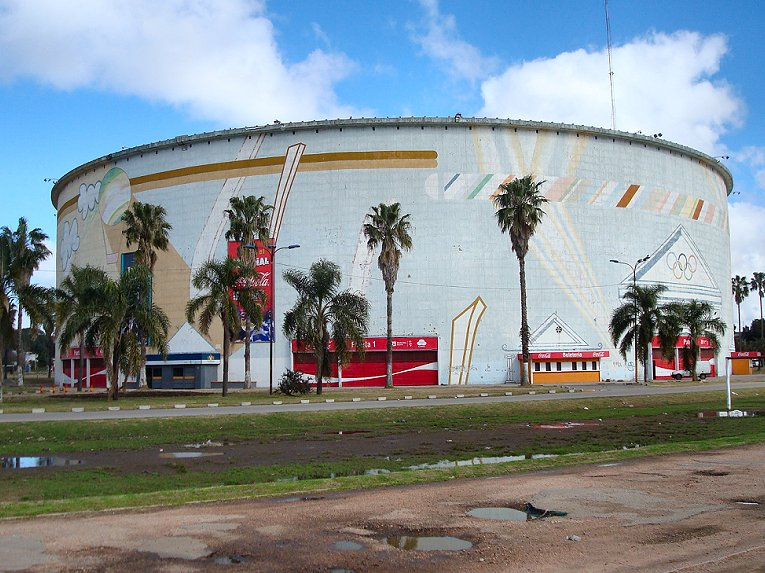
Cilindro Municipale di Montevideo negli anni 2000

Il terreno su cui è stato costruito l'Antel Arena era precedentemente occupato dal Cilindro Municipale, una struttura polifunzionale costruita nel 1956 per ospitare la 1ª Esposizione Nazionale della Produzione in Uruguay e che nel 1967 fu una delle sedi del Campionato Mondiale Maschile di Pallacanestro. Nel 2010, durante lavori di ristrutturazione, l'edificio fu colpito da un incendio che causò il crollo del tetto, compromettendo gravemente la stabilità della struttura.
Nell'aprile del 2013, l'Amministrazione Nazionale delle Telecomunicazioni (ANTEL) annunciò la costruzione di un'arena multifunzionale sullo stesso terreno, con un investimento pari a 40 milioni di dollari statunitensi. Il progetto fu al centro di alcune controversie, poiché la cifra iniziale fu successivamente elevata a 90 milioni di dollari, il che portò alla sospensione dei lavori. Tuttavia, nel gennaio 2016, i lavori di costruzione ripresero e l'arena fu inaugurata nel dicembre 2018.

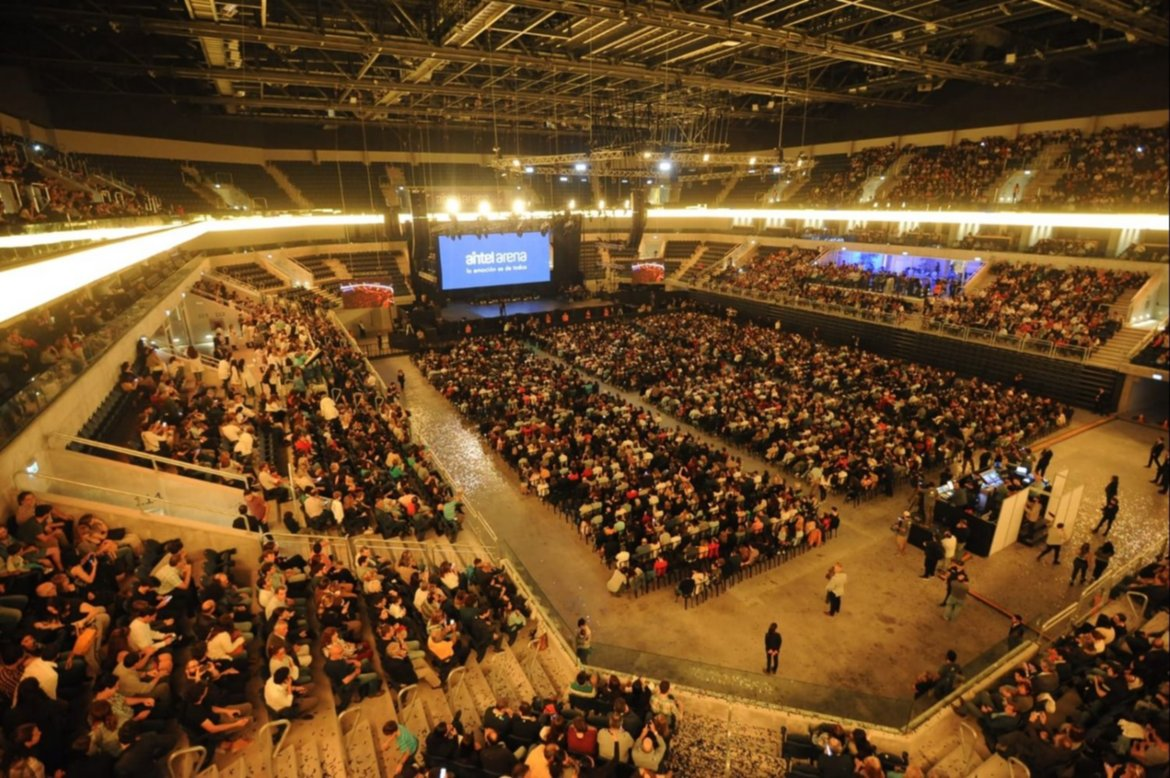
Vista dell'Antel Arena durante l'evento di apertura, 2018

Nel 2020, una revisione contabile determinò che il costo totale dell'opera ammontava a 118 milioni di dollari statunitensi, 78 milioni in più rispetto a quanto inizialmente previsto. Inoltre, fu confermato che esistevano debiti e obbligazioni pendenti per un totale di 48 milioni di dollari.
Nel corso del 2021 e del 2022, l'arena fu utilizzata come centro vaccinale nell'ambito della campagna di vaccinazione contro il COVID-19. Nei 16 mesi di durata della campagna, furono somministrate 1,2 milioni di dosi.

## Eventi

### Sport
La prima partita di pallacanestro giocata nell'arena fu tra Uruguay e Porto Rico nelle qualificazioni per il campionato mondiale in Cina, che si concluse con una vittoria per la squadra di casa per 64-62. D'altra parte, la prima partita ufficiale della Liga Uruguaya de Básquetbol si disputò solo a maggio del 2019, una partita di spareggio tra Aguada e Nacional.

### Musica

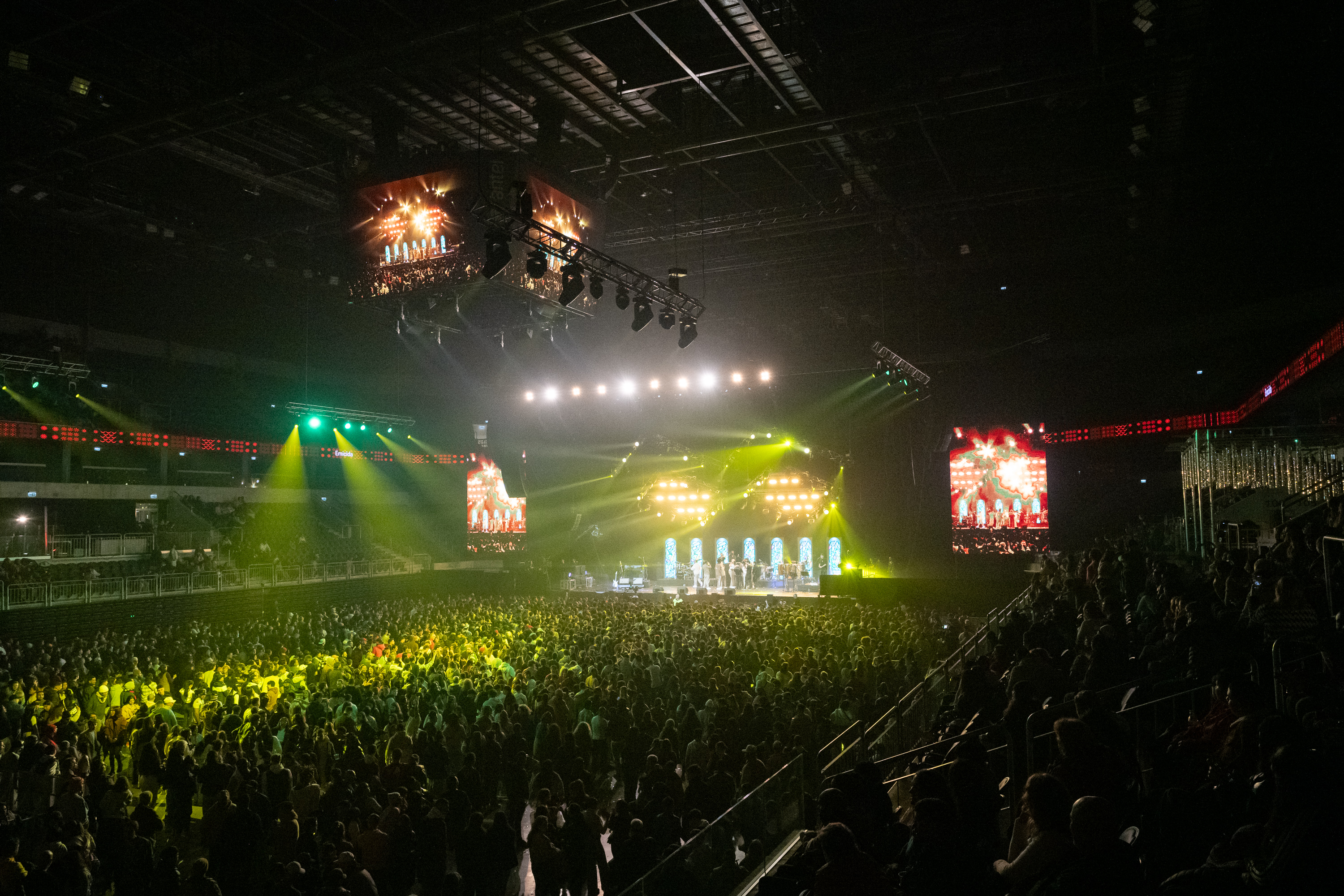
L'Antel Arena durante un'esibizione musicale

Tra i vari artisti internazionali ci sono Sarah Brightman e Maluma nel 2018, Pablo Alborán, Martina Stoessel, Sebastián Yatra, Bryan Adams e Passenger nel 2019, Ricky Martin, Backstreet Boys e Julieta Venegas nel 2020 e Kylie Minogue nel 2025. Tra gli artisti uruguaiani più assidui figurano il gruppo Márama, guidato da Agustín Casanova, il gruppo rock El Cuarteto de Nos e Chacho Ramos.

### Altri eventi
L'Antel Arena ha inoltre ospitato a Montevideo la Bresh, un festival musicale e festivo che si è tenuto in numerose città del mondo, tra cui New York, Miami, Los Angeles, Barcellona, Milano e Tokyo, includendo anche la località uruguaiana di Punta del Este.